# Michail Wjatscheslawowitsch Wdowin
Michail Wjatscheslawowitsch Wdowin (russisch Михаил Вячеславович Вдовин; * 15. Januar 1967 in Saransk) ist ein ehemaliger russischer Sprinter, der sich auf den 400-Meter-Lauf spezialisiert hatte.

## Karriere

### Olympische Sommerspiele
Bei den Olympischen Spielen 1996 in Atlanta gehörte Wdowin zur russischen Delegation und wurde in der 4-mal-400-Meter-Staffel eingesetzt. Den olympischen Vorrundenlauf absolvierte er im Olympiastadion am 2. August 1996 zusammen mit Innokenti Scharow, Ruslan Maschtschenko und Dmitri Kossow in einer Gesamtzeit von 3:04,73 m und dem zweiten Platz. Er übernahm den Staffelstab als zweiter Läufer nach 47,40 s an Position drei liegend und übergab ihn an Ruslan Maschtschenko an Position zwei mit einer eigenen Laufzeit von 45,81 s. Die Qualifikation für das Halbfinale wurde erreicht und er absolvierte diesen Wettkampf am gleichen Tag im ersten Halbfinallauf. Die Staffel lief in der gleichen Besetzung wie im Vorrundenlauf und er übernahm den Staffelstab als zweiter Läufer nach 48,19 s an Position acht liegend und übergab ihn an Ruslan Maschtschenko an Position acht mit einer eigenen Laufzeit von 45,89 s. Mit einer Gesamtzeit von 3:05,63 min erreichten sie den achten Platz der nicht für eine Qualifikation für den Finallauf ausreichte und er schied aus.

### Weltmeisterschaften
An den Hallenweltmeisterschaften 1995 in Barcelona nahm Michail Wdowin über die 400-Meter-Distanz teil. Den Vorrundenlauf am 10. März 1995 absolvierte er im Palau Sant Jordi mit einer Laufzeit von 47,20 s auf dem dritten Platz und der Qualifikation für das Halbfinale. Den Halbfinallauf absolvierte er am 11. März 1995 in einer Zeit von 46,91 s auf dem ersten Platz und der Qualifikation für das Finale. Im Endlauf lief er auf den dritten Platz in einer Zeit von 46,65 s und gewann die Bronzemedaille.

### Europameisterschaften
An den Halleneuropameisterschaften 1994 in Paris nahm er über 400 Meter teil. Im Vorrundenlauf am 11. März 1994 im Palais Omnisports de Paris-Bercy lief er auf den vierten Platz mit einer Zeit von 47,56 s. Den Halbfinallauf absolvierte er am 12. März 1994 mit einer Zeit von 46,61 s, dem zweiten Platz und der Qualifikation für das Finale. Im Endlauf am 13. März 1994 erreichte er seine persönliche Bestleistung von 46,56 s und gewann durch den zweiten Platz die Silbermedaille.
Wdowin ging bei den Europameisterschaften 1994 in Helsinki in den Wettkämpfen über 400 Meter und mit der 4-mal-400-Meter-Staffel an den Start. Das Vorrundenrennen über die 400-Meter-Strecke absolvierte er am 8. August 1994 im Olympiastadion in einer Zeit von 46,61 s auf dem zweiten Platz. Im Halbfinallauf am 9. August 1994 erreichte er eine Zeit von 45,85 s, den zweiten Platz und die Qualifikation zum Finale. Das Finale am 11. August 1994 absolvierte er in einer Zeit von 46,23 s auf dem sechsten Platz.
Bei der 4-mal-400-Meter-Staffel trat er am 14. August 1994 im Olympiastadion das Finale mit Dmitri Bei, Dmitri Kossow und Dmitri Golowastow an. Sie erreichten in einer Gesamtzeit von 3:03,10 min den dritten Platz und gewannen die Bronzemedaille.

### Nationale Meisterschaften
Im Jahr 1994 wurde Wdowin am 15. Juli in Sankt Petersburg über 400 Meter russischer Vizemeister mit seiner persönlichen Bestleistung von 45,66 s und qualifizierte sich für die Europameisterschaften 1994. Einen russischen Meistertitel gewann er am 25. Februar 1996 bei den russischen Hallenmeisterschaften in Moskau über 400 Meter mit einer Zeit von 47,64 s.

## Persönliche Bestleistungen
Alle Werte von World Athletics.
- 200 m: 20,74 s 9. September 1989, Brjansk
- 400 m: 45,66 s, 15. Juli 1994, Sankt Petersburg
- 4 × 400 m Staffel: 3:00,44 min, 22. August 1993, Stuttgart
- Diskuswurf: 58,10 m, 6. Mai 1984, Riwne
  - Halle
  - 200 m: 21,03 s, 27. Januar 1993, Moskau
  - 300 m: 33,50 s, 4. Februar 1994, Moskau
  - 400 m: 46,56 s, 13. März 1994, Paris